# Park Ridge (Nueva Jersey)
Park Ridge es un borough ubicado en el condado de Bergen en el estado estadounidense de Nueva Jersey. En el año 2010 tenía una población de 8.645 habitantes y una densidad poblacional de 1.271,32 personas por km².

## Geografía
Park Ridge se encuentra ubicado en las coordenadas 41°02′09″N 74°02′28″O / 41.03583, -74.04111.

## Demografía
Según la Oficina del Censo en 2000 los ingresos medios por hogar en la localidad eran de $66,632 y los ingresos medios por familia eran $97,294. Los hombres tenían unos ingresos medios de $71,042 frente a los $40,714 para las mujeres. La renta per cápita para la localidad era de $40,351. Alrededor del 3.1% de la población estaba por debajo del umbral de pobreza.